# Elizabeth Pulman
Elizabeth Pulman, född Chadd 1836 i Storbritannien, död 1900, var en nyzeeländsk fotograf. Hon räknas som Nya Zeelands första kvinnliga yrkesfotograf. 